# Jamie Hamilton
James Hamish "Jamie" Hamilton (ur. 15 listopada 1900 w Indianapolis, zm. 24 maja 1988 w Westminsterze) – brytyjski wioślarz i wydawca, srebrny medalista olimpijski.
Kształcił się w Rugby School i Gonville and Caius College University of Cambridge.
Wystąpił na igrzyskach olimpijskich w Amsterdamie w 1928, gdzie Brytyjczycy w składzie: Jamie Hamilton, Guy Oliver Nickalls, John Badcock, Donald Gollan, Harold Lane, Gordon Killick, Jack Beresford, Harold West i Arthur Sulley (sternik) zdobyli srebrny medal w ósemkach. W finale o 2,4 sekundy wyprzedziła ich reprezentacja USA. Był to jego jedyny start olimpijski.
Po wybuchu II wojny światowej wstąpił do armii, służąc w Holandii i Francji. W 1941 został przeniesiony do ministerstwa informacji. W 1953 został Kawalerem Legii Honorowej, a w 1976 Wielkim Oficerem Orderu Zasługi Republiki Włoskiej.
Pracował w dziale książek w Harrods. Następnie założył wydawnictwo Hamish Hamilton Limited.